# Бербругже, Луи-Адриан
Луи-Адриен Бербругже (11 мая 1801 — 2 июля 1869) — французский археолог и филолог.
Бербругже родился в Париже. Он был арабистом и имел жену-мусульманку. Стал основателем Национальной библиотеки в Алжире.
Умер в Алжире

## Награды и достижения
Имел многочисленные награды и звания:
- Куратор библиотеки и музея Алжира.
- Президент Алжирского исторического общества.
- Член Генерального совета провинции Алжир.
- Полковник Алжирской милиции.
- Командор французского ордена Почетного легиона.
- Кавалер тунисского ордена Славы.
- Рыцарь ордена Святого Григория Великого.

## Избранные произведения
- "Nouveau dictionnaire de poche français-espagnol et espagnol-français", (1829) – Новый французско-испанский и испанско-французский карманный словарь.
- "Exploration scientifique de l'Algérie pendant les années 1840, 1841, 1842", (1847) – научные исследования Алжира с 1840 по 1842.
- "Les époques militaires de la Grande Kabilie", (1857) – военные эпохи Большой Кабилии.
- "Le Pégnon d'alger, ou, Les его происхождение du gouvernement Turc en Algérie", (1860) – Пеньён-де-Алжир, или происхождение турецкого правительства в Алжире
- "Le tombeau de la chrétienne, mausolée des rois mauritaniens de la dernière dynastie", (1867) – Христианские усыпальницы в Королевском Мавзолее Мавретании последней династии[1].